# Tractat de Sant Petersburg (1875)

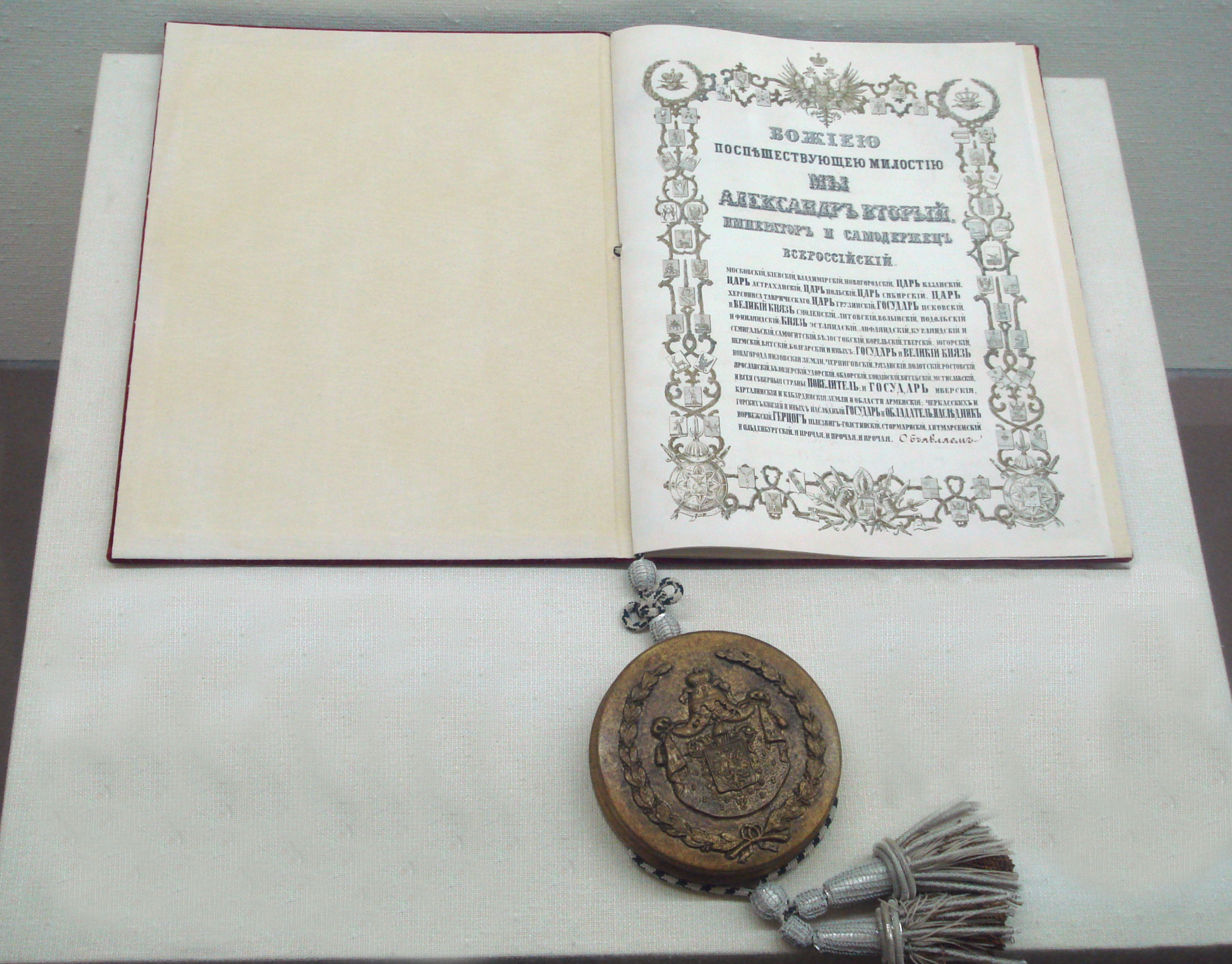
Ratificació del Tractat de Sant Petersburg, 22 d'agost 1875.

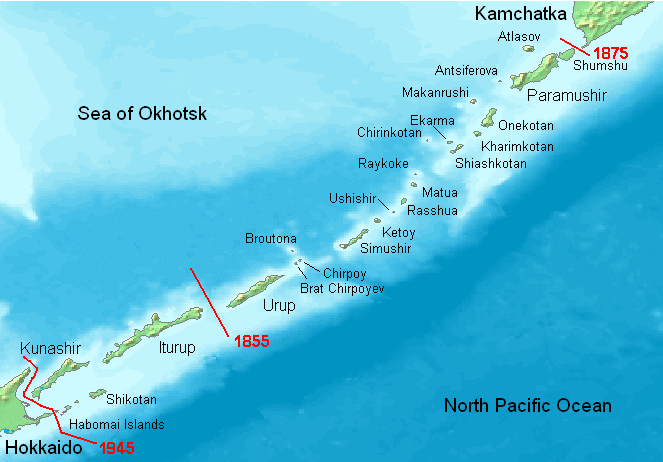
Canvis de frontera a les illes Kurils

El Tractat de Sant Petersburg (樺太・千島交換条約, Karafuto-Chishima Kōkan Jōyaku) (rus:Петербургский договор) el van signar l'Imperi del Japó i l'Imperi de Rússia el 7 de maig de 1875 i ratificat a Tòquio el 22 d'agost del 1875. En funció d'aquest acord, Japó cedia a Rússia l'illa de Sakhalín a canvi del grup d'illes de les Kurils des de l'illa d'Iturup fins a la Península de Kamtxatka. Per tant, arran d'aquest Tractat l'illa de Sahhalín passava a ser territori rus i l'arxipèlag de les Kurils, japonès.
El Tractat de Shimoda del 1855 havia definit la frontera entre el Japó i Rússia entre les illes Iturup (Etorofu) i Urup (Uruppu) de l'arxièlag de les Kurils. Tanmateix, havia deixat sense definir clarament l'status de l'illa de Sakhalin (Karafuto per als japonesos) la qual cosa va donar lloc a diversos incidents entre colons russos i japonesos. Per tal de remeiar aquesta situació, el govern japonès va enviar un ambaixador, Enomoto Takeaki, a Sant Petersburg amb l'objectiu de delimitar definitivament la frontera dels dos estats. Després d'un any de negociacions, Japó va acordar renunciar les seves reclamacions a Sakhalín. A canvi, els residents japonesos serien indemnitzats, la flota pesquera japonesa tindria accés al Mar d'Okhotsk, ús lliure dels ports russos de l'àrea durant deu anys i la sobirania plena sobre les illes Kurils. 
En funció del Tractat de San Francisco del 1951 signat entre el Japó i les forces aliades que van combatre a la Segona Guerra Mundial, l'arxipèlag de les Kurils se cedia a la Unió Soviètica. El text autèntic del Tractat està en francès. Les diferències entorn de la seva traducció al japonès han originat el conflicte entorn de les Kurils, que encara avui en dia perviu en les relacions diplomàtiques entre el Japó i Rússia. 